# Remplacement dentaire
Le remplacement dentaire désigne le remplacement de l'ensemble des dents par de nouvelles dents au cours de la vie de l'individu. On distingue différents types de remplacement dentaires au sein des Vertébrés. Ainsi, la polyphyodontie, trouvée chez de nombreux Gnathostomes comme le requin, correspond à de multiples remplacements dentaires au cours de la vie de l'individu dit polyphyodonte. L'ensemble des dents placées à une même position et se succédant au cours du temps est alors appelé famille dentaire. Les dents des animaux oligophyodontes, comme les premiers Mammifères aujourd'hui éteints, ne sont remplacées qu'un petit nombre de fois au cours de la vie de l'individu. La plupart des Mammifères sont des animaux diphyodontes et ne subissent qu'un remplacement dentaire au cours de leur vie (et ont donc deux générations de dents: dents de lait et dents définitives). Dans le cas le plus extrême, il n'existe plus de remplacement des dents, et l'animal est alors dit monophyodonte.

## Les modes de remplacement dentaire
On distingue plusieurs manières de remplacer les dents d'un animal. Dans le cas d'un remplacement vertical, comme chez l'homme, la dent de remplacement se développe sous la dent temporaire et vient remplacer cette dernière par un déplacement vertical. Lors d'un remplacement latéral, les dents de remplacement se développent dans le plan de la mâchoire, du côté lingual de la dent à remplacer. La dent de remplacement peut se développer dressée dans la cavité buccale comme chez le Varan de Komodo, ou bien couchée dans la cavité, comme chez les serpents. Dans ce dernier cas, la dent ne se dresse qu'au moment du remplacement dentaire. Il existe enfin de nombreuses espèces animales ont un remplacement dentaire à composantes à la fois latérales et horizontales, comme le Crocodile ou l'Éléphant.

## Évolution du remplacement dentaire chez les Vertébrés
La denture primitive des vertébrés ancestraux et des tétrapodes est homodonte et polyphyodonte. Chez les mammifères, la formation d'un émail prismatique complexe coïncide avec l'apparition de l'occlusion, permettant la mastication et ayant probablement contribué à la perte de l'aptitude à remplacer continuellement leurs dents, et la diminution drastique du nombre de générations dentaires.